# 알기르다스 (리투아니아)

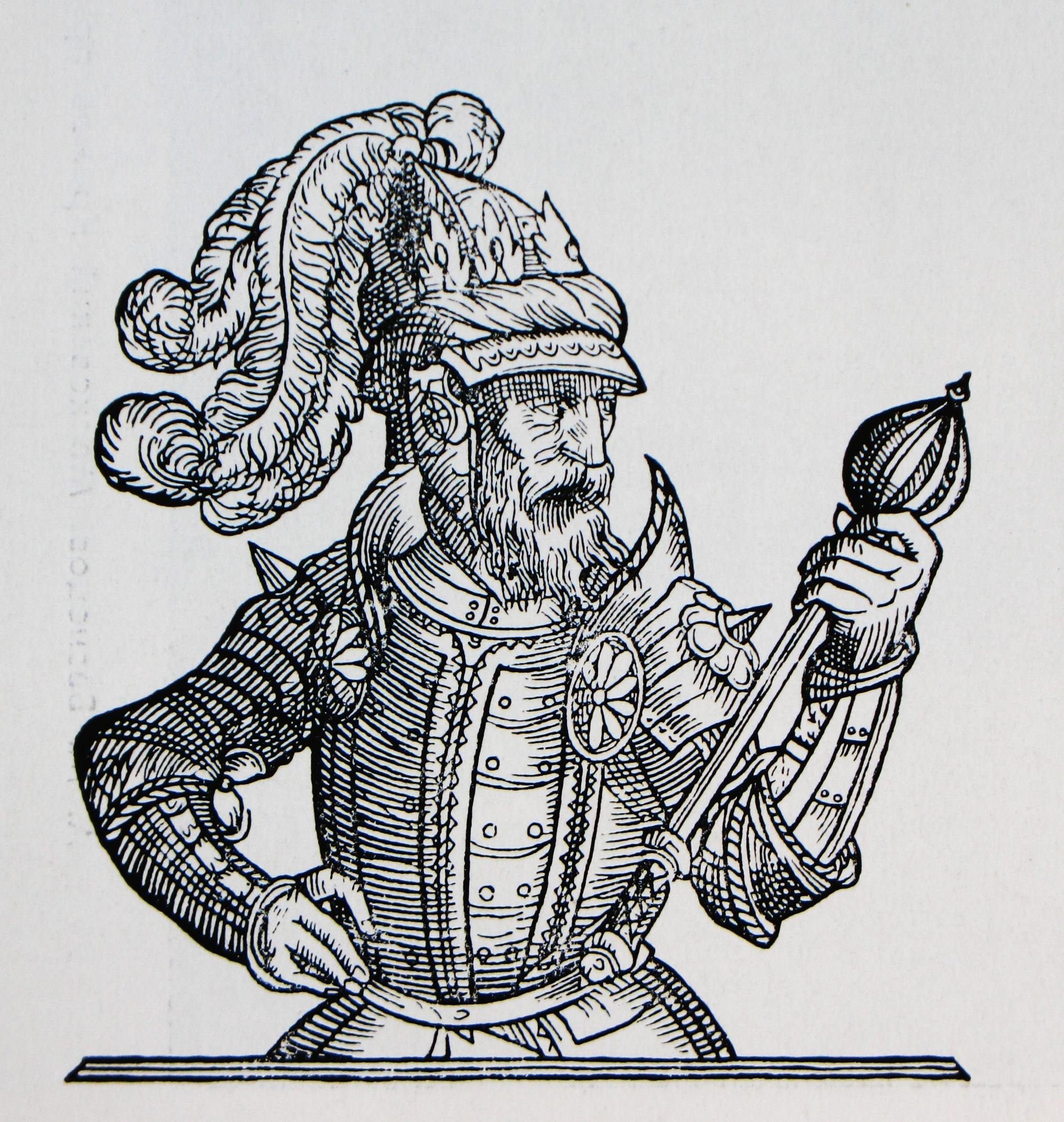
알기르다스

알기르다스(Algirdas)는 리투아니아 대공국의 대공이다.